# Gladiatoren
Die Gladiatoren oder Gladiatorschrecken (Mantophasmatodea), gelegentlich auch Fersenläufer genannt, sind eine 2002 beschriebene Ordnung carnivorer Insekten.

## Namensgebung
Der Name Mantophasmatodea ist eine Kombination der wissenschaftlichen Namen der  Gottesanbeterinnen (Mantodea) und der Gespenstschrecken (Phasmatodea), da die Gladiatoren auf den ersten Blick wie eine Kombination beider Ordnungen erscheinen.
Der Name Gladiatoren entspringt einer Inspiration des Autors der Ordnung, Oliver Zompro. Er verglich die Helmbewehrung eines Gladiators im gleichnamigen Film mit der auffälligen Bestachelung des Kopfes eines später als Tyrannophasma gladiator beschriebenen Tieres, welches er begutachtete, während er nebenbei den Film auf einer DVD laufen ließ. Da das letzte Glied der Füße, das Arolium, fast immer in die Höhe gehalten wird, nennt man die Vertreter dieser Ordnung auch Fersenläufer.

## Merkmale
Alle Gladiatoren sind flügellos und haben einen nach unten gerichteten Kopf mit langen Antennen, die bei erwachsenen Tieren in ein 14-gliedriges Basiflagellum und ein 7-gliedriges Distiflagellum eingeteilt werden. Die drei Brustsegmente überlappen mit dem hinteren Rand jeweils auf das folgende Segment. Die Vorder- und Mittelschenkel sind verdickt und auf der Innenseite mit Dornen bewehrt. Die Füße (Tarsen) sind fünfgliedrig, wobei das dritte Glied auf der Oberseite einen dreieckigen Fortsatz hat. Zwischen den Krallen befindet sich das relativ große Arolium, auf welchem ein Borstenkranz sitzt. Das Abdomen besteht aus zehn Segmenten. Die beim Männchen vergrößerten und unsymmetrischen Cerci bestehen aus einem Segment. Die Tiere erreichen je nach Art eine Länge von 1,5 bis 4 cm, wobei die Weibchen stets größer sind als die Männchen.

## Vorkommen und Lebensweise

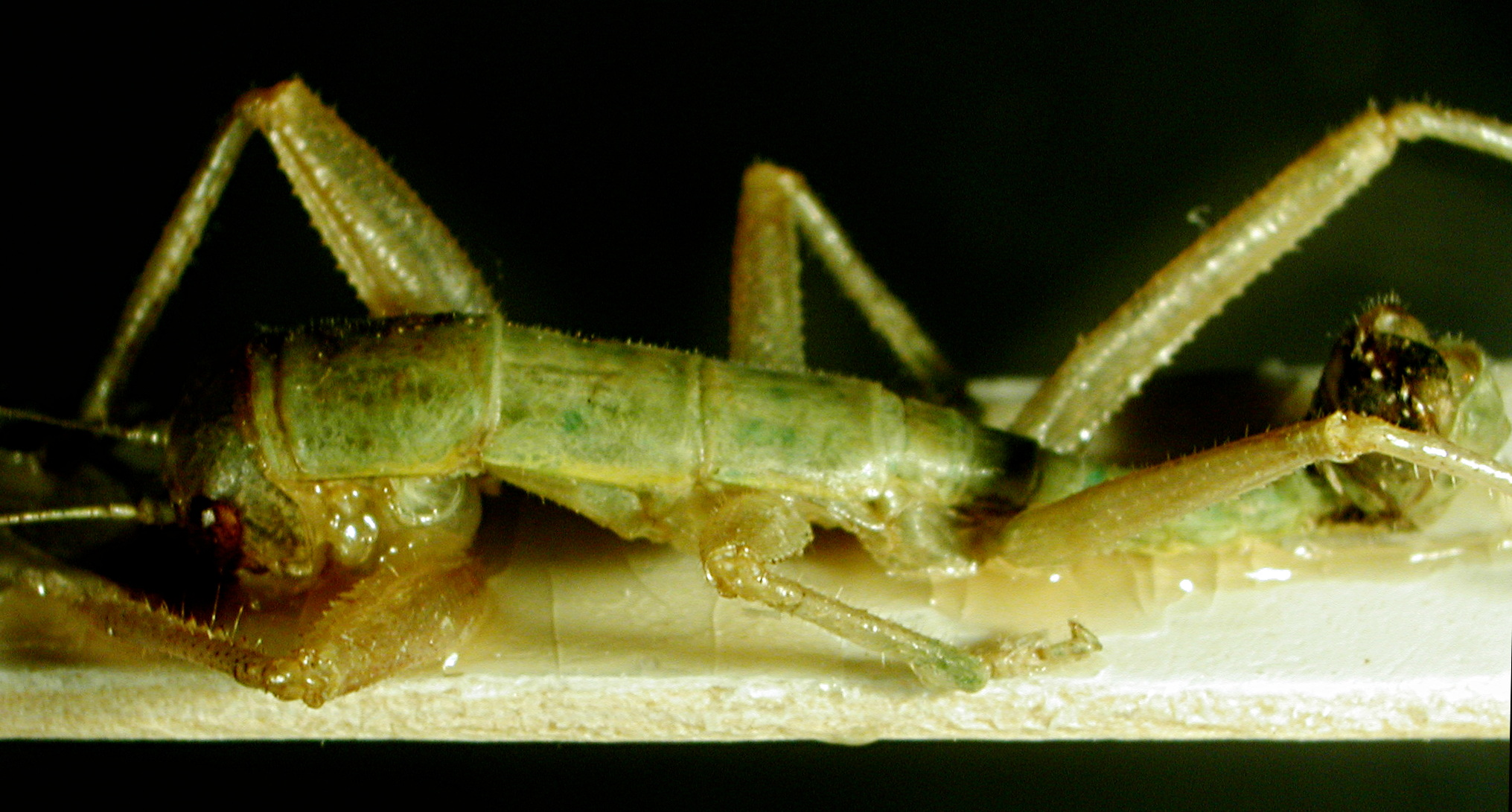
Larve eines Gladiators

Alle heute noch lebenden Arten kommen im Süden Afrikas, genauer in Namibia, Tansania und Südafrika vor. Sie ernähren sich von kleinen Insekten, welche sie mit den Vorder- und – je nach Größe des Beutetieres – noch zusätzlich mit den Mittelbeinen festhalten. Zur innerartlichen Kommunikation und hier primär zur Partnersuche trommeln sie mit dem Hinterleib auf den Boden und erzeugen so art- und geschlechtsspezifische Substratvibrationen. Das Weibchen erspürt die vom Männchen erzeugten Vibrationen und antwortet auf diese, indem es ebenfalls zu trommeln beginnt. Diesem Trommeln folgt das Männchen und findet so den Weg zum Weibchen. Um die mehrere Stunden bis zu drei Tage dauernde Paarung zu beginnen, springt das Männchen auf das Weibchen. Nachdem das Sperma übertragen wurde, bringt sich das Männchen vor dem Weibchen durch einen möglichst langen Sprung (bis zu zehn Zentimeter weit) in Sicherheit. Die länglichen Eier, die keinen abwerfbaren Deckel haben, werden mit Sekret und Sand zu einem „egg pod“ verklebt und im Boden abgelegt. Durch die plastronartige Eioberfläche können die Eier bei Überflutung einige Zeit überstehen. Die Eier überdauern den trockenen Sommer, erst in der nächsten Regenzeit schlüpfen die Nymphen und häuten sich innerhalb weniger Wochen fünfmal.
Das Arolium, welches normalerweise vom Boden weggestreckt wird, wird bei Gefahr, starkem Wind oder Regen auf den Boden abgesenkt und verschafft den Insekten so besseren Halt. Bei den Gladiatoren handelt es sich um hemimetabole Insekten.

## Entdeckung
Die Ordnung wurde erst im Jahre 2002 von Oliver Zompro, Joachim Adis (beide Max-Planck-Institut für Limnologie in Plön), Klaus-Dieter Klass (Senckenberg Naturhistorische Sammlungen Dresden) und Niels-Peder Kristensen (Kopenhagen) aufgestellt und ist damit die erste neu beschriebene Insektenordnung seit 1914. Einige schon vorher in Museumssammlungen existierende, nicht zu bestimmende Exemplare waren nicht als derart eigenständig erkannt worden. Zompro fand 1999 bei der Materialsammlung zu seiner Dissertationsarbeit über die Systematik der Gespenstschrecken bis dahin nicht einzuordnende, 45 Millionen Jahre alte Insekten in baltischem Bernstein (†Raptophasma kerneggeri) und bei weiteren Recherchen in den Jahren 2000 bzw. 2001 die besagten Museumsexemplare (Mantophasma zephyrum und Mantophasma subsolanum). Im Sommer 2001 führte der Biologe Martin Wittneben von der Universität Bremen auf dem Brandbergmassiv (2600 m) in Namibia Forschungen zu seiner Diplomarbeit über die Vegetation dieses Inselgebirges inmitten der Namibwüste durch, begleitet von seinem Schweizer Kollegen Hansueli Dubach. Bei dieser Expedition fiel den Forschern ein außergewöhnliches Insekt in die Hände, das Wittneben mit nach Bremen brachte. Bei Untersuchungen an der Bremer Universität unter Mitwirkung des Biologen Dr. Hartmut Koehler stellte sich heraus, dass dieses keiner bekannten Insektenordnung zuzuordnen war. Daraufhin wurde es dem Kurator der Sammlung des National Museum in Windhoek, Eugène Marais zur Verfügung gestellt. Zu dieser Zeit stellten Adis und Zompro etliche Nachfragen bezüglich der gefundenen Museumsexemplare an afrikanische Museen, so auch an das in Windhoek. Marais erkannte auf den mitgeschickten Bildern das von Wittneben gefundene Tier. Dank Wittnebens exakten Angaben zum Fundort seines Individuums konnte im Jahr 2002 am Brandberg und im Erongogebirge in Namibia von Zompro, Marais, John Irisch (vom Namibian National Biodiversity Program in Windhoek) und anderen eine Exkursion durchgeführt werden, auf der weitere, lebende Vertreter gefunden wurden.

## Systematik

### Äußere Systematik
Das Verwandtschaftsverhältnis der Mantophasmatodea zu anderen Insektenordnungen ist bis jetzt noch nicht eindeutig geklärt. So wird diese Insektenordnung entweder in die Nähe der Gottesanbeterinnen (Mantodea), der Grillenschaben (Grylloblattodea), oder der Gespenstschrecken (Phasmatodea) gestellt.

Einige Autoren sehen in den Gladiatoren lediglich eine Unterordnung der Ordnung Notoptera, zu der dann noch die Grillenschaben (Grylloblattodea) als Schwestergruppe und somit zweiter Unterordnung gezählt werden.

Andere Autoren sehen in den Mantophasmatodea eine eigenständige Ordnung innerhalb der Überordnung der Neuflügler (Neoptera), genauer der Polyneoptera, einer systematisch noch ungeklärten Gruppe. Aus phylogenetischer Sicht werden in dieser die Orthopteromorpha, zu denen die Gladiatoren gezählt werden, von den Phasmatomorpha unterschieden, zu welchen neben anderen die Gespenstschrecken (Phasmatodea), die Tarsenspinner (Embioptera) und die Steinfliegen (Plecoptera) gezählt werden:

|  | Grillenschaben (Grylloblattodea oder Notoptera) |
|  |                                                 |
|  | Ohrwürmer (Dermaptera)                          |
|  |                                                 |

|  | Fangschrecken (Mantodea)                                            |
|  |                                                                     |
|  | Schaben (Blattodea), Termiten (Isoptera) und Bodenläuse (Zoraptera) |
|  |                                                                     |

|                         | Gladiatorschrecken (Mantophasmatodea) |
|                         |                                       |
|                         | Langfühlerschrecken (Ensifera)        |
|                         |                                       |
|                         | Kurzfühlerschrecken (Caelifera)       |
| Vorlage:Klade/Wartung/3 |                                       |

|  | Grillenschaben (Grylloblattodea oder Notoptera) |
|  |                                                 |
|  | Ohrwürmer (Dermaptera)                          |
|  |                                                 |

|  | Fangschrecken (Mantodea)                                            |
|  |                                                                     |
|  | Schaben (Blattodea), Termiten (Isoptera) und Bodenläuse (Zoraptera) |
|  |                                                                     |

|                         | Gladiatorschrecken (Mantophasmatodea) |
|                         |                                       |
|                         | Langfühlerschrecken (Ensifera)        |
|                         |                                       |
|                         | Kurzfühlerschrecken (Caelifera)       |
| Vorlage:Klade/Wartung/3 |                                       |

Alternativ ist auch die folgende Systematik zu finden, welche die Neuflügler (Neoptera) in Paurometabola und Eumetabola aufteilt. Nach dieser Einteilung gehören auch die Gladiatoren zu den Paurometabola und damit in die engere Verwandtschaft der Gespenstschrecken. Die Fragezeichen, „?“, kennzeichnen eine aktuell diskutierte und umstrittene Position des Taxons:
|  | Steinfliegen (Plecoptera)  |
|  |                            |
|  | Tarsenspinner (Embioptera) |
|  |                            |

|                | Ohrwürmer (Dermaptera)                                                 |
|                |                                                                        |
| Blattopteroida | \| \| Fangschrecken (Mantodea) \| \| \| \| \| \| Blattodea \| \| \| \| |
|                | \| \| Fangschrecken (Mantodea) \| \| \| \| \| \| Blattodea \| \| \| \| |
|                | Fangschrecken (Mantodea)                                               |
|                |                                                                        |
|                | Blattodea                                                              |
|                |                                                                        |

|  | Fangschrecken (Mantodea) |
|  |                          |
|  | Blattodea                |
|  |                          |

|                | Ohrwürmer (Dermaptera)                                                 |
|                |                                                                        |
| Blattopteroida | \| \| Fangschrecken (Mantodea) \| \| \| \| \| \| Blattodea \| \| \| \| |
|                | \| \| Fangschrecken (Mantodea) \| \| \| \| \| \| Blattodea \| \| \| \| |
|                | Fangschrecken (Mantodea)                                               |
|                |                                                                        |
|                | Blattodea                                                              |
|                |                                                                        |

|  | Fangschrecken (Mantodea) |
|  |                          |
|  | Blattodea                |
|  |                          |

|                                                 | ? Gladiatorschrecken (Mantophasmatodea) |
|                                                 |                                         |
|                                                 | ? Langfühlerschrecken (Ensifera)        |
|                                                 |                                         |
|                                                 | ? Kurzfühlerschrecken (Caelifera)       |
|                                                 |                                         |
|                                                 | ? Gespenstschrecken (Phasmatodea)       |
| Vorlage:Klade/Wartung/3 Vorlage:Klade/Wartung/4 |                                         |

|                | Ohrwürmer (Dermaptera)                                                 |
|                |                                                                        |
| Blattopteroida | \| \| Fangschrecken (Mantodea) \| \| \| \| \| \| Blattodea \| \| \| \| |
|                | \| \| Fangschrecken (Mantodea) \| \| \| \| \| \| Blattodea \| \| \| \| |
|                | Fangschrecken (Mantodea)                                               |
|                |                                                                        |
|                | Blattodea                                                              |
|                |                                                                        |

|  | Fangschrecken (Mantodea) |
|  |                          |
|  | Blattodea                |
|  |                          |

|                | Ohrwürmer (Dermaptera)                                                 |
|                |                                                                        |
| Blattopteroida | \| \| Fangschrecken (Mantodea) \| \| \| \| \| \| Blattodea \| \| \| \| |
|                | \| \| Fangschrecken (Mantodea) \| \| \| \| \| \| Blattodea \| \| \| \| |
|                | Fangschrecken (Mantodea)                                               |
|                |                                                                        |
|                | Blattodea                                                              |
|                |                                                                        |

|  | Fangschrecken (Mantodea) |
|  |                          |
|  | Blattodea                |
|  |                          |

|                                                 | ? Gladiatorschrecken (Mantophasmatodea) |
|                                                 |                                         |
|                                                 | ? Langfühlerschrecken (Ensifera)        |
|                                                 |                                         |
|                                                 | ? Kurzfühlerschrecken (Caelifera)       |
|                                                 |                                         |
|                                                 | ? Gespenstschrecken (Phasmatodea)       |
| Vorlage:Klade/Wartung/3 Vorlage:Klade/Wartung/4 |                                         |

|  | Steinfliegen (Plecoptera)  |
|  |                            |
|  | Tarsenspinner (Embioptera) |
|  |                            |

|                | Ohrwürmer (Dermaptera)                                                 |
|                |                                                                        |
| Blattopteroida | \| \| Fangschrecken (Mantodea) \| \| \| \| \| \| Blattodea \| \| \| \| |
|                | \| \| Fangschrecken (Mantodea) \| \| \| \| \| \| Blattodea \| \| \| \| |
|                | Fangschrecken (Mantodea)                                               |
|                |                                                                        |
|                | Blattodea                                                              |
|                |                                                                        |

|  | Fangschrecken (Mantodea) |
|  |                          |
|  | Blattodea                |
|  |                          |

|                | Ohrwürmer (Dermaptera)                                                 |
|                |                                                                        |
| Blattopteroida | \| \| Fangschrecken (Mantodea) \| \| \| \| \| \| Blattodea \| \| \| \| |
|                | \| \| Fangschrecken (Mantodea) \| \| \| \| \| \| Blattodea \| \| \| \| |
|                | Fangschrecken (Mantodea)                                               |
|                |                                                                        |
|                | Blattodea                                                              |
|                |                                                                        |

|  | Fangschrecken (Mantodea) |
|  |                          |
|  | Blattodea                |
|  |                          |

|                                                 | ? Gladiatorschrecken (Mantophasmatodea) |
|                                                 |                                         |
|                                                 | ? Langfühlerschrecken (Ensifera)        |
|                                                 |                                         |
|                                                 | ? Kurzfühlerschrecken (Caelifera)       |
|                                                 |                                         |
|                                                 | ? Gespenstschrecken (Phasmatodea)       |
| Vorlage:Klade/Wartung/3 Vorlage:Klade/Wartung/4 |                                         |

|                | Ohrwürmer (Dermaptera)                                                 |
|                |                                                                        |
| Blattopteroida | \| \| Fangschrecken (Mantodea) \| \| \| \| \| \| Blattodea \| \| \| \| |
|                | \| \| Fangschrecken (Mantodea) \| \| \| \| \| \| Blattodea \| \| \| \| |
|                | Fangschrecken (Mantodea)                                               |
|                |                                                                        |
|                | Blattodea                                                              |
|                |                                                                        |

|  | Fangschrecken (Mantodea) |
|  |                          |
|  | Blattodea                |
|  |                          |

|                | Ohrwürmer (Dermaptera)                                                 |
|                |                                                                        |
| Blattopteroida | \| \| Fangschrecken (Mantodea) \| \| \| \| \| \| Blattodea \| \| \| \| |
|                | \| \| Fangschrecken (Mantodea) \| \| \| \| \| \| Blattodea \| \| \| \| |
|                | Fangschrecken (Mantodea)                                               |
|                |                                                                        |
|                | Blattodea                                                              |
|                |                                                                        |

|  | Fangschrecken (Mantodea) |
|  |                          |
|  | Blattodea                |
|  |                          |

|                                                 | ? Gladiatorschrecken (Mantophasmatodea) |
|                                                 |                                         |
|                                                 | ? Langfühlerschrecken (Ensifera)        |
|                                                 |                                         |
|                                                 | ? Kurzfühlerschrecken (Caelifera)       |
|                                                 |                                         |
|                                                 | ? Gespenstschrecken (Phasmatodea)       |
| Vorlage:Klade/Wartung/3 Vorlage:Klade/Wartung/4 |                                         |

### Innere Systematik
Die Ordnung wurde ursprünglich mit nur einer einzigen Familie, den Mantophasmatidae beschrieben. Zu ihr gehörten zunächst nur die zwei in Museen gefundenen Arten der rezenten Gattung Mantophasma und die schon erwähnte Art der ausgestorbenen Gattung Raptophasma. Mittlerweile werden wesentlich mehr fossile und rezente Arten unterschieden.
Die neueste Stammbaum-Analyse mithilfe mitochondrialer Gene (CO1 und 16SrRNA) wurde von Jakob Damgaard und Mitarbeitern erarbeitet. In seiner Analyse kommen insgesamt 20 rezente Arten vor, wobei 4 davon noch nicht beschrieben wurden (mit sp.n. gekennzeichnet). Mantophasmatodea werden in 3 (bzw. 4) Familien mit insgesamt 12 Gattungen eingeteilt; 3 bereits beschriebene Arten werden als Mantophasmatodea incertae sedis geführt (also mit nicht gesicherter Zuordnung), da genaue Studien des Abdomenendes und der DNA noch fehlen. Darüber hinaus wurden nach einem Hinweis von O. Zompro die Endungen der Artnamen aufgrund von Objektgleichheit von Femininum- zu Neutrum-Endungen geändert, da das Wort „Phasma“, das in allen Gattungsnamen steckt, Neutrum ist (z. B. Karoophasma biedouwensis änderte sich zu K. biedouwense).
Familie Austrophasmatidae Klass, Picker, Damgaard, VanNoort, Tojo,  2003
- Genus Austrophasma Klass et al., 2003
  - Austrophasma caledonense Klass et al., 2003
  - Austrophasma gansbaaiense Klass et al., 2003
  - Austrophasma rawsonvillense Klass et al., 2003
- Genus Hemilobophasma Klass et al., 2003
  - Hemilobophasma montaguense Klass et al., 2003
  - Hemilobophasma sp.n.
- Genus Karoophasma Klass et al., 2003
  - Karoophasma biedouwense Klass et al., 2003
  - Karoophasma botterkloofense Klass et al., 2003
- Genus Lobatophasma Damgaard et al., 2007
  - Lobatophasma redelinghuysense (Klass et al., 2003)
- Genus Namaquaphasma Klass et al., 2003
  - Namaquaphasma ookiepense Klass et al., 2003
- Genus Viridiphasma Eberhard et al., 2011
  - Viridiphasma clanwilliamense Eberhard et al., 2011[16]

dazu kommen zwei noch nicht beschriebene Arten (Austrophasmatidae sp.n.)
Familie Mantophasmatidae Zompro, Klass, Kristensen & Adis, 2002
- Genus Mantophasma Zompro et al., 2002
  - Mantophasma zephyrum Zompro, 2002
- Genus Sclerophasma Klass et al., 2003
  - Sclerophasma paresisense Klass et al., 2003

Familie Tanzaniophasmatidae Klass et al., 2003
- Genus Tanzaniophasma Klass et al., 2003
  - Tanzaniophasma subsolanum (Zompro et al., 2002)

Tyranno-/Praedatophasma-Gruppe – noch unbeschriebene Familie
- Genus Praedatophasma Zompro & Adis, 2002
  - Praedatophasma maraisi Zompro & Adis, 2002
- Genus Tyrannophasma Zompro, 2003
  - Tyrannophasma gladiator Zompro, 2003

Arten, die noch nicht eindeutig zugeordnet wurden
- Genus †Raptophasma Zompro, 2001
  - †Raptophasma kerneggeri Zompro, 2001
- Genus †Adicophasma Engel & Grimaldi, 2004
  - †Adicophasma spinosa Engel & Grimaldi, 2004
  - †Adicophasma grylloblattoides Arillo & Engel, 2006
- Genus †Juramantophasma Huang, Nel, Zompro & Waller, 2008
  - †Juramantophasma sinica Huang et al. 2008
- Genus Mantophasma Zompro, Klass, Kristensen & Adis, 2002
  - Mantophasma gamsbergense Zompro & Adis, 2006
  - Mantophasma kudubergense Zompro & Adis, 2006
  - Mantophasma omatakoense Zompro & Adis, 2006

Zugehörigkeit zu Mantophasmatodea noch nicht geklärt:
- Genus †Ensiferophasma Zompro, 2005
  - †Ensiferophasma velociraptor Zompro, 2005

Eine alternative Einteilung, welche nicht auf molekularen Daten bzw. morphologischen Studien des Genitalapparates aufbaut, folgt Zompro (2008), wobei ausgestorbene Taxa, also die deren Arten lediglich als Fossilien vorliegen mit „†“ und jene mit noch nicht gesicherter (Gattungs)Zuordnung mit „?“ gekennzeichnet sind:
- †Ensiferophasmatidae Zompro, 2005
  - †Ensiferophasmatinae Zompro, 2005
    - †Ensiferophasmatini Zompro, 2005
      - †Ensiferophasma Zompro, 2005
        - †Ensiferophasma velociraptor Zompro, 2005
- Mantophasmatidae Zompro, Klass, Kristensen & Adis, 2002
  - †Raptophasmatinae Zompro, 2005
    - †Raptophasmatini Zompro, 2005
      - †Raptophasma Zompro, 2001
        - †Raptophasma groehni Zompro, 2008
        - †Raptophasma grylloblattoides (Arillov & Engel, 2007)
        - †Raptophasma kerneggeri Zompro, 2001
(Syn. = †Adicophasma spinosa Engel & Grimaldi, 2004)

  - Mantophasmatinae Zompro, Klass, Kristensen & Adis, 2002
    - Mantophasmatini Zompro, Klass, Kristensen & Adis, 2002
(Syn. = Austrophasmatidae Klass et al., 2003)
      - Mantophasma Zompro, Klass, Kristensen & Adis, 2002
(Syn. = Tanzaniophasmatidae Klass et al., 2003)
        -  ?Mantophasma caledonensis (Klass et al., 2003)
(Syn. = Austrophasma caledonensis Klass et al., 2003)
        - Mantophasma gamsbergense Zompro & Adis, 2006
        -  ?Mantophasma gansbaaiensis (Klass et al., 2003)
(Syn. = Austrophasma gansbaaiensis Klass et al., 2003)
        - Mantophasma kudubergense Zompro & Adis, 2006
        - Mantophasma omatakoense Zompro & Adis, 2006
        - Mantophasma paresisensis (Klass et al., 2003)
(Syn. = Sclerophasma paresisensis Klass et al., 2003)
        -  ?Mantophasma rawsonvillensis (Klass et al., 2003)
(Syn. = Austrophasma rawsonvillensis Klass et al., 2003)
        - Mantophasma subsolana Zompro, Klass, Kristensen & Adis, 2002
(Syn. = Tanzaniophasma subsolana Zompro, Klass, Kristensen & Adis, 2002)
        - Mantophasma zephyra Zompro, Klass, Kristensen & Adis, 2002

    - Tyrannophasmatini Zompro, 2005
      - Tyrannophasma Zompro, 2003
        - Tyrannophasma gladiator Zompro, 2003

      - Praedatophasma Zompro & Adis, 2002
        - Praedatophasma maraisi Zompro & Adis, 2002